# Donercore EP
Donercore EP è il primo EP del rapper italiano Ensi, pubblicato nel 2009, sotto l'etichetta Doner Music.

## Il disco
Donercore EP contiene quattro brani prodotti da Big Fish e da DJ Nais, il quale ha prodotto anche Non è uguale, brano in collaborazione con Raige.

## Tracce
1. Donercore – 3:02
2. Dai tutto – 4:26
3. Oh oh – 3:57
4. Non è uguale (feat. Raige) – 3:24